# (7179) Gassendi
(7179) Gassendi ist ein Asteroid des äußeren Hauptgürtels, der am 8. April 1991 vom belgischen Astronomen Eric Walter Elst am La-Silla-Observatorium (IAU-Code 809) der Europäischen Südsternwarte in Chile entdeckt wurde.
Der Asteroid wurde nach dem französischen Theologen, Naturwissenschaftler und Philosophen Pierre Gassendi (1592–1655) benannt, der u. a. als Astronom forschte und mit Galileo Galilei und Christoph Scheiner in häufigem Kontakt stand.